# Saskatchewan Highway 106
Highway 106, také nazývaná Hanson Lake Road, je provinční silnice. Má některé úseky zpevněné silnice typu provincial paved divided highway a některé štěrkové typu provincial gravel highway. Nachází se v kanadské provincii Saskatchewanu. Vede od silnice Highway 55, od níž se odpojuje poblíž Smeatonu, až k silnici Highway 167 v Creightonu. Highway 106 je asi 327 km (203 mil) dlouhá.
Highway 106 je také propojena se silnicemi Highway 691, Highway 692, Highway 928, Highway 120, Highway 912, Highway 913, Highway 932, Highway 933, Highway 165, Highway 911 a Highway 135.
Mnoho rekreačních oblastí provincie je přímo přístupných ze silnice Highway 106, včetně rozlehlého provinčního parku Narrow Hills Provincial Park a rekreační oblast Hanson Lake Provincial Recreation Site. Highway 106 neprochází skrze žádnou obec s výjimkou Smeatonu a Creightonu.